# Senorady
Senorady (jusqu'en 1918 : Senohrady ; en allemand : Senohrad ou Senorad) est une commune du district de Brno-Campagne, dans la région de Moravie-du-Sud, en République tchèque. Sa population s'élevait à 390 habitants en 2020.

## Géographie
Senorady se trouve à 11 km à l'ouest-nord-ouest d'Ivančice, à 25 km à l'ouest-sud-ouest de Brno et à 168 km au sud-est de Prague.
La commune est limitée par Kuroslepy et Ketkovice au nord, par Čučice et Nová Ves à l'est, par Biskoupky au sud, par Lhánice au sud-ouest et par Mohelno à l'ouest.

## Histoire
La première mention écrite de la localité date de 1351.